# روبن لامیراس
روبن لامیراس (انگلیسی: Rúben Lameiras؛ زادهٔ ۲۲ دسامبر ۱۹۹۴) بازیکن فوتبال اهل پرتغال است.
از باشگاه‌هایی که در آن بازی کرده‌است می‌توان به باشگاه فوتبال تاتنهام هاتسپر و باشگاه فوتبال کاونتری سیتی اشاره کرد.